# Mihail Gorbačov
Mihail Sergejevič Gorbačov (ruski: Михаил Сергеевич Горбачёв, Privoljnoje, Stavropoljski kraj, 2. ožujka 1931. – Moskva, 30. kolovoza 2022.) posljednji predsjednik SSSR-a.

## Obitelj i djetinjstvo
Mihail Sergejevič Gorbačov rođen je 2. ožujka 1931. godine u mjestu Privoljnoje (današnja Rusija) kao sin Sergeja i Marije Gorbačove (rođ. Pantelejevna; i što je možda zanimljivo – za razliku od sina i muža, pravoslavne vjere). Gorbačovljevi preci doselili su se u Privoljnoje krajem četrdesetih godina 19. stoljeća. O samom mjestu dovoljno govori podatak da Privoljnoje ima jednu jedinu popločanu ulicu i oko tri tisuće žitelja koji žive u kolibama. Gorbačovljevi su mjestu ostavili i svoj pečat. Tako je u mjesnoj knjizi poginulih u 2. svjetskom ratu upisano nekoliko Gorbačova, a jedan od prljavih puteva u selu neslužbeno je poznat kao Gorbačovljeva ulica.
U 2. svjetskom ratu je sudjelovao i Gorbačovljev otac koji je ranjen na ruskoj fronti. Poslije rata je radio kao vozač traktora na kolektivnom dobru, a preminuo je 1977. godine. Izašao je ujutro nahraniti stoku i naprosto se srušio i umro, kaže Grigorij Gorlov, bivši pokrajinski sekretar u Krasnogvardejsku i obiteljski prijatelj. Gorbačov je tada već bio pokrajinski sekretar i svi smo bili u Moskvi, neposredno prije početka XXV. partijskog kongresa. Iz ministarstva obrane avionom su ga prevezli na pokop i vratili iste večeri. Bio je žalostan, dakako, ali sljedećeg jutra bio je prisutan. Nije propustio ni minutu kongresa. Sergej Gorbačov pokopan je na mjesnom groblju kojim dominiraju grobovi s križevima, ali ne i na grobu Gorbačovljeva oca. Nad njegovim grobom je samo glatki kamen od crnog granita.
U usporedbi s milijunima drugih, Gorbačov i njegova obitelj razmjerno su malo stradali u povijesnim kovitlacima. Ni rat ni kolektivizacija je nisu razorili. Obrađivanje zemlje, u ritmu žetve i sjetve, dominiralo je njihovim životom. Ipak se ne može zanemariti skromnost u kojoj je sovjetski vođa proveo djetinstvo. Može se reći da je rođen sa seljačkom drvenom žlicom u ustima. Omiljeni obrok u djetinstvu bio mu je – po riječima Aleksandra Jakovenka koji je s njim radio na polju – kvas, napitak od fermentiranog kruha, i holodjec (hladetina), kuhane svinjske nogice s mrkvom i lukom. Radeći s ocem i obitelji Jakovenko, Gorbačov je u mladosti provodio ljeta žanjući žito na rasklimanom kombajnu S-80. Ekipa Gorbačov-Jakovenko imala je uspjeha pa im je posvećen veliki naslov na prvoj stranici mjesnog lista Put Iljiča, 20. lipnja 1948. godine – Drug S. Gorbačov spreman za žetvu. Sljedeće godine dok je pohađao srednju školu u Krasnogvardejsku njihova ekipa je osvojila Medalju crvene zastave.

## Školovanje
Kasnije Gorbačovljevo samopouzdanje na svjetskoj pozornici vuče korijene iz dramske grupe u kojoj je glumio dok je pohađao srednju školu. U Krasnogvardejsku je glumio princa Zvjezdiča u Ljermontovljevoj Maskeradi i Mezgira u Snjeguljici Ostrovskoga. Njegova dramska karijera pridonijela je jačanju veze s Julijom Karagodinom, kćerkom siromašnog učitelja iz sela Ladbolke. Jedno vrijeme Mihail je živio u njenoj kući, a imao je čak hrabrosti reći njezinoj majci da mu se Julija sviđa. Danas to ne izgleda ništa posebno ali u to doba takvo što je bilo izvan svake uobičajenosti. No, kako bilo Julija ja malo slagala majku rekavši joj kako njih dvoje samo rješavaju neke komsomolske probleme. Karagodina tvrdi kako je Mihail nekada znao biti hladan i poslovan. Jednom se na sastanku Komsomola što se održavao u mjesnom kinematografu jako naljutio na Juliju zato što nije na vrijeme završila novine koje su objavljivali. Unatoč njihovoj bliskosti pred svima joj je prigovorio rekavši kako nije izvršila svoju dužnost. Poslije se ponašao kao da se ništa nije dogodilo, rekao je Juliji: Hajdemo u kino. Vidno zbunjena Julija nije znala što se dešava, na što je Gorbačov reagirao riječima: Draga moja, jedno nema veze s drugim.
Gorbačov je u Moskvu stigao u rujnu 1950. godine. Na Moskovskom državnom sveučilištu do 1955. studirao je pravo, stanovao je u studentskom domu, u sobi koju je dijelio s još šestoricom. Pretrpani dom što se raspadao bio je nekada vojarna za vojnike Petra Velikog. Rudolf Kolčanov koji je za vrijeme studija dijelio sobu s Gorbačovom o njemu kaže: Mnogo je radio, znao je slušati, bio je tolerantan, pristojan, ali je umnogome bio poput drugih. Ni u čem nije bio najbolji učenik. I vjerovao je u ono što su nas učili o Staljinu. Nije se doimao kao neki veliki reformator i svjetski vođa koji samo čeka da stupi na pozornicu. U sobi što ju je Mlynar (češki student i Gorbačovljev prijatelj iz tog vremena) dijelio sa šest ratnih veterana studenti bi zaključavali vrata i okretali Staljinov portret prema zidu – otkrivajući na pozadini amaterski portret carskog dvorjanina – te pili i pričali cijelu noć. Ali činilo se da Gorbačov izbjegava piti previše. U tomu je bio izbirljiv. – kaže Kolčanov drugi Gorbačovljev prijatelj iz studentskih dana. Kolčakov se također sjeća da se Gorbačov iz domske knjižnice vraćao tek oko dva ili tri sata noću. Na predavanjima se nije izdvajao iz mase studenata osim jednom prilikom 1952. godine kada je profesor držao predavanje o temi Marksizam i pitanja jezika, govoreći monotono – zapravo čitajući izravno iz Staljinovih djela – Gorbačov je ustao i rekao: Poštovani profesore, čitati znamo i sami. Kako vi tumačite tekst i zašto ne bismo raspravljali o tome? Nakon toga pozvan je u dekanov ured na razgovor, ali nije kažnjen. Lev Judovič i Fridrik Neznanski, dva emigranta koji danas žive na Zapadu, a studirali su zajedno s Gorbačovim sjećaju ga se kao čvrstorukaša u Komsomolu koji je držao govore osuđujući nedostatke i mane svojih kolega, članova partije. Pišući u jednom emigrantskom listu Neznanski se sjeća da je slušao metalni glas sekretara Komsomola Pravnog fakulteta, Gorbačova, kako traži isključenje iz stranke za najmanji prekršaj – od pričanja neprimjerenih političkih viceva do izbjegavanja odlaska na kolektivna dobra.
Na polovici svog petogodišnjeg studija Gorbačov je upoznao Raisu Maksimovu, studenticu filozofije iz Sibira. Nekoliko Gorbačovljevih prijatelja je polazilo tečaj plesa i jednoga dana su Gorbačov i Kolčanov svratili onamo pod izlikom da će im se narugati. Već smo bili spremni reći: Nazivate se pravim muškarcima, a pogledajte ovo. – kaže Kolčanov. Ali tada je jedan naš prijatelj, Volođa Kuzmin, upoznao Mihaila sa svojom plesnom partnericom. Bila je to Raisa Maksimova. Mislim da je za Gorbačova to bila ljubav na prvi pogled. Upravo kao na filmu. Bila je tako dojmljiva. Po Mlynarovim riječima Gorbačov se svidio Raisi zato što nije bio vulgaran. Gorbačov je diplomirao 1955. i otišao u Stavropolj. Ondje je započeo svoj uspon u Komunističkoj partiji. Možda je zanimljivo spomenuti da je već s 18 godina Gorbačov postao kandidat za člana komunističke stranke. Razlog u tako ranom interesu za politiku vjerojatno leži i u tome što je Gorbačovljev djed po majci bio komunist (kasnije i upravitelj kolhoza). Neki izvori kažu da je upravo on presudno utjecao na rani Gorbačovljev razvoj, dajući dječaku savjete o poljoprivredi i knjige na čitanje (Puškinove pjesme, Ljermontovljeva Junaka našeg doba) iz neuobičajeno dobro opremljene knjižnice.

## Politička karijera i protuzakonito preuzimanje vlasti
Mladi fakultetski obrazovani žestoki komunist Mihail Gorbačov je ubrzo upao u oči partijskoj frakciji koju su predstavljali Fjodor Kulakov iz ministarstva poljoprivrede,šef KGB-a Jurij Andropov i glavni ideolog partije Mihail Suslov koji su odlučili pružiti pomoć njegovoj karijeri. U skladu s tim 1970. godine izabran je za prvog sekretara partije u Stavropolu što ga je učinilo jednim od najmlađih ljudi u Sovjetskom Savezu na tako visokoj državnoj dužnosti.  Pod tako moćnim zaštitnicima njegova karijera je krenula ubrzanim putem tako da već 1971. postaje član CK KPSS-a. Nakon što njegov prvi zaštitnika Fjodor Kulakov umire u studenom 1978. nasljeđuje njegovu dužnost sekretara ( ministra ) za poljoprivredu pri Centralnom komitetu, a iste godine za stalno se seli u Moskvu. Taj meteorski uspon u samo deset godina dostiže svoj prvi vrhunac u listopadu 1980. godine kada postaje najmlađi član Politbiroa CK KPSS-a. Niti smrt drugog zaštitnik Mihaila Suslova tu karijeru ne prekida pošto Jurij Andropov iste 1982. godine postaje novi vođa Sovjetskog Saveza. Tijekom sljedećih 14 mjeseci Gorbačov je zajedno s Romanovim najbliži suradnik teško bolesnog šefa države čija smrt 1984. godine dovodi ovu brzu karijeru pred gotovo nepremostivu prepreku kada pobjednik unutarstranačke borbe za vlast te godine postaje zagovornik politike Brežnjeva bolesni Konstantin Černjenko. 
Već u kasnu zimu 1985. godine novi šef države leži priključen na aparate koji ga u bolnici održavaju na životu. U to isto doba Politbiro koji tada ima 15 članova s pravom glasa je žestoko podijeljen između 7 članova koji podržavaju Gorbačova i 8 članova koji podržavaju Romanova. Kako nitko bez obzira na zdravstveno stanje ne očekuje smrt Černjenka članovi polibiroa su nastavili sa svojim normalnim putovanjima. Iznenadna prirodna ( ili iskopčavanjem aparata ) smrt vođe Sovjetskog Saveza nastupa 10. ožujka 1985. kada se tri člana politbiroa koji se protive Gorbačovu ne nalaze u Moskvi (Grigorij Romanov je u Litvi, Dinmuhammed Kunaev u Kazahstanu i Volodimir Ščerbickij u SAD-u). Koristeći takav razvoj događaja budući tvorac Perestrojke protivno zakonu uspijeva nametnuti istoga dana glasovanje politbiroa prije nego što se vrate njegovi protivnici kojima trebaju 24 sata za povratak u Moskvu. Glasovanje je prošlo po očekivanju pošto su svi članovi politbiroa koji podržavaju njega nalazili u Moskvi tako da je odmah izabran za šefa Sovjetskog Saveza. 
To glasovanje je također uz pomoć manipulacija potvrđeno sutradan 11. ožujka 1985. kada je samo s jednim glasom više izabran za generalnog sekretara CK KPSS-a na izvanrednoj sjednici Centralnog Komiteta KP SSSR.

## Reforme
Došavši takvim načinom na vlast Gorbačov je u svojim prvim govorima počeo neodređeno govoriti o nužnim reformama pošto se Sovjetska ekonomija nalazi u krizi. Dok se pričalo o takvim nužnim promjenama, prve političke glave su počele letjeti u čistkama koje neće stati do propasti države. U toj prvoj godini žrtve su bile Romanov i premijer Nikolaj Tihonov koje će ubrzo mnogi slijediti. Osim toga jedini konkretni potez postaje početak kampanje putem radija, televizije i plakata protiv alkohola. Kako bi se ta kampanja pojačala i uspjela dolazi do drastičnog povećanja cijena alkoholnih pića što će stvoriti prvi debakl novog šefa države. Koliko god je ta politika bila vođena dobrim namjerama, ona nije dovela do nikakvih poboljšanja pošto su ljudi namjesto da kupuju u dućanima pića počeli proizvoditi alkohol u kućama i međusobno ga prodavati. Jedina konkretna posljedica cijele akcije postaje procijenjena šteta po državni budžet u iznosu od 100 milijardi rubalja zbog izgubljenih poreza od prodaje pića.
Sljedeća godina prolazi bez novih nepotrebnih reformi, ali s iskorištenom odličnom prilikom za nove čistke neistomišljenika nakon eksplozije nuklearne elektrane u Černobilu tijekom tamošnjeg testiranja pogona. Na plenumu Centralnog Komiteta u siječnju 1987. godine svijet napokon otkriva Gorbačovljev san kada on govori o njegovoj viziji budućeg Sovjetskog poretka. Po njemu su političke reforme trebale dovesti do izbora u kojima se može izabrati između više kandidata, a dužnost ministra će moći obavljati i osobe koje nisu članovi komunističke partije. Po pitanju ekonomije država je donijela zakone kojim se tamošnjim kompanijama povećava samostalnost kako bi se ovim načinom krenulo u pravcu stvaranja tržišnog gospodarstva, što postaje prvi korak Perestrojke. Niti ova godina ne prolazi bez političkih čistki čije žrtve sada postaju vojni dužnosnici nakon što Mathias Rust "vara" protuzračnu obranu i spušta svoj avion na Crveni trg u Moskvi. Ta cijela afera na kraju je ispala izrežirana kako bi pale glave iz ministarstva obrane (sveukupno 2000 časnika), pošto se danas po javnim dokumentima zna da je Rust bio praćen od protuzračne obrane i vojnih aviona.  ali im nije bilo dopušteno da ga obore.
Ako promatramo kroz reforme, 1988. godina postaje vrijeme Glasnosti kojom se dopušta kritiziranje partije i njenih čelnika putem javnih glasila. Također se, u nastavku ekonomskih reformi, donosi novi zakon kojim se omogućuje osnivanje privatnih kompanija. Kako bi ova drastična promjena prošla među komunističkim čelnicima, u ovaj zakon je umetnuta uredba da privatnici moraju plaćati neubičajeno visoke poreze. Nedugo nakon prolaska zakona ovi nenormalni porezi bit će smanjeni na normalni nivo tako da se stvori "poduzetnička klima". U lipnju ove godine na partijskom kongresu Gorbačov objavljuje svoje daljnje želje za stvaranjem jakog predsjedničkog sistema i drastičnog smanjivanja utjecaja partije na politički život države.
Proljetni izbori iz 1989. godine na kojima su mogli biti izabrane i osobe koje nisu članovi Komunističke Partije obilježavaju crtu koja se nije smjela prijeći ako se htio sačuvati Sovjetski Savez. U Kongresu Narodnih Zastupnika, koji se prvi put okuplja tijekom svibnja 1989. godine, sjede komunisti i nacionalisti koji se nalaze u žestokim prepirkama što se zbog politike Glasnosti prenose u domove na cijelom državnom teritoriju. Jedna od posljedica tih izbora i Glasnosti tada postaje građanski rat između Armenije i Azerbajdžana, dvije "bratske republike" Sovjetskog Saveza, koji Gorbačov bez obzira na svu državnu vojnu moć neće znati ili htjeti zaustaviti.  Bez obzira na činjenicu da su tijekom 1989. godine komunistički funkcioneri bili prisiljeni na izborno natjecanje, veliki demokrat Mihail Gorbačov takvo nešto odbija za sebe kada na izborima bez konkurenta za predsjednika SSSR-a dobiva samo 59 posto!!!

## Kraj Sovjetskog Saveza
Početak 1990. godine zatječe ovu državu u totalnom rasulu pod rukovodstvom nesposobnog predsjednika. Tijekom 5 godina njegove vladavine državni budžet je prešao s onog potpuno uravnoteženog na godišnji deficit od 109 milijardi rubalja. Slično tome strani dug je u ovom istom razdoblju prešao s nula dolara na 120 milijardi, a ljudi su kući od posljedica slavljene Perestrojke trpjeli nestašice kakve nikada nisu doživjeli! To zajedno s nemirima u republikama SSSR-a, gdje se poslije izbora na vlasti pojavljuju nacionalisti koji žele punu nezavisnost, dovodi do uništenja zajedničke države. Prvi potez u ovome smjeru postaju doneseni zakoni u Baltičkim republikama gdje lokalni jezici dobivaju prvenstvo nad ruskim. Kako to prolazi bez reakcije Gorbačova, Armenija donosi svoju ustavnu odluku da njeni zakoni postaju važniji od Sovjetskih na koje će ona moći uložiti veto. Pošto i to prolazi bez reakcije Kremlja, Litva odlučuje u ožujku 1990. godine proglasiti nezavisnost što ponovno prolazi bez spomena vrijednog odgovora u svrhu očuvanja ustavnog poretka. Ta situacija u svemu osim u imenu dovodi do kraja Sovjetskog Saveza pošto sada i ostale republike znaju da mogu proglasiti nezavisnost bez straha od posljedica. U posljednjem pokušaju očuvanja državne zajednice dolazi do raspisivanja referenduma u ožujku 1991. godine s pitanjem treba li Sovjetski Savez nastaviti sa svojim postojanjem. Bez obzira na podršku od referendumskih 76 posto bilo je prekasno za sve. Odluka Gorbačova da se 20. kolovoza 1991. godine u Moskvi izvrši okupljanje državnih čelnika Sovjetskih republika kako bi se službeno ubio Sovjetski Savez i stvorila nekakve nova unija za tamošnje je rodoljube bila jednostavno previše i oni su odlučili preuzeti sudbinu države u svoje ruke. Na dan 19. kolovoza 1991. godine premijer Valentin Pavlov, potpredsjednik Gennadij Janaev, ministar unutrašnjih poslova Boris Pugo, ministar obrane Dmitrij Jazov i šef KGB-a Vladimir Krjučkov preuzeli su vlast i dali proglas kako je Gorbačov smijenjen radi bolesti. Oni su u dokazu svoje aparatičke radne povijesti očekivali da će taj proglas biti dočekan u tišini od naroda koji se neće buniti. Kada je taj "mirni" narod izašao na ulice nisu znali što napraviti i prepuštaju vlast ponovno Gorbačovu ( jedan od zavjerenika je počinio samoubojstvo). Sada ponovno na vlasti on nastavlja sa svojim projektom stvaranja nove unije koja se i potpisuje s Rusijom, Armenijom, Bjelorusijom i centralnoazijskim sovjetskim republikama. Taj potpis na kraju ništa ne vrijedi pošto na novom referendumu Ukrajina 1. prosinca 1991. godine proglašava svoju nezavisnost. Beloveškim sporazumom iz 8. prosinca 1991. godine predsjednik Rusije Boris Jeljcin, predsjednik Ukrajine Leonid Kravčuk i onaj od Bjelorusije Stanislav Šuškevič potpisuju smrt Sovjetskog Saveza i nezavisnost vlastitih država. Ovo stanje na kraju priznaje i Gorbačov na Božić 1991. godine, kada podnosi ostavku na svoj položaj pošto država više ne postoji. Formalno je Sovjetski Savez ukinut 1. siječnja 1992. godine.

## Strani agent?
Uništenje vlastite države koje je Gorbačov izveo u kratkih 6 godina vlasti u Europi se nije uspjelo dogoditi tijekom pisane povijesti. Nikada u tako kratkom vremenskom razdoblju niti jedna velesila svoga doba nije propala tako brzo, što otvara niz pitanja o njegovoj ličnosti! Promatrajući iz današnjeg doba zvuči nevjerojatno da bi strani agent nakon stupanja na čelo diktature nastavio svoje prijašnje poslove, ali s takvim pogledom se zaboravlja način razmišljanja kakav je postojao tijekom hladnog rata. Tada su osobe veoma često postajale izdajnice svojih domovina, ne radi novca, nego radi ideala pošto su vjerovali da na drugoj strani raste "zelenija trava". Je li sam Gorbačov bio preobraćen od agenata druge strane (možda tijekom posjeta Belgiji 1972 godine), ili je povjerovao u propagandu CIA-e, nevažno je za cijelu priču.. Kao agent KGB-a on je veoma dobro trebao znati kako je proklamirani cilj propagande druge strane bio uništenje tradicionalnih vrijednosti i njihova zamjena američkim.
Sve mjere tijekom njegove vladavine provedene su u pokušaju preslikavanja američkog sistema. Vjerujući u američke ideale on otvara privredu poduzetnicima, daruje slobodu medijima i uvodi američki predsjednički sistem. Sve osobe koje se nalaze oko njega znaju da je to put u katastrofu, ali Gorbačov zna svoj smjer i uništava političke protivnike.. Jedini problem u toj definiciji je da su ti protivnici sve osobe koje imaju uvid u stvarne posljedice Perestrojke i Glasnosti.  Godinu dana nakon osvajanja vlasti Gorbačov je okupio novi Politbiro od 12 članova (koji imaju pravo glasa). U tom kratkom razdoblju 1986. – 1990. godina svi članovi Politbiroa osim "nepogrešivog" vođe bit će zamijenjeni. Novi politbiro iz 1990. godine gotovo je odmah uvidio da nastavak Gorbačovljevih reformi dovodi do smrti SSSR-a pa se pobunio u pokušaju spasa države, ali im je nedostajalo pobjedničke odlučnosti.
Ironično zvuči da je sovjetski sustav propao baš zbog toga što je diktatorski element režima upotrebljen protiv njega samog!

### Kasniji život
Od lipnja 1993. Gorbačov je predsjednik organizacije Green Cross International. Tri godine kasnije (1996.) neuspješno se kandidirao za ruskog predsjednika i osvojio samo 0.5 % glasova. Trenutačno je predsjednik Međunarodnog fonda socio-ekonomskih i političkih studija poznatijeg kao Gorbačovljev fond. Dana 20. rujna 1999. doživljava težak udarac jer u Sveučilišnoj bolnici u Münsteru, oboljela od leukemije, u dobi od 67 godina umire Gorbčovljeva supruga Raisa Maksimova Gorbačov.
Za svoje zasluge na međunarodnom planu primio je Nobelovu nagradu za mir.

### Smrt
Gorbačov je umro 30. kolovoza 2022.. Na početku, nisu objavljeni izvještaji o njegovoj smrti. No, kasnije je Centralna klinička bolnica u Moskvi saopćila da je Gorbačov umro nakon „teške i duge bolesti”.